# Temporada 1951 de Fórmula 1
La Temporada 1951 de Fórmula 1 fue la 2.ª del Campeonato Mundial de Pilotos de la FIA. Se disputó entre el 27 de mayo y el 28 de octubre. El campeonato consistió en 8 carreras, 7 de Fórmula 1 más 500 Millas de Indianápolis, disputada bajo las reglas de la AAA. Juan Manuel Fangio obtuvo su primer campeonato.
Se disputaron además 14 carreras de Fórmula 1 no puntuables.

## Previa de la temporada
En los Grandes Premios previos al inicio del Campeonato Mundial, Ferrari se destacó como el mayor competidor a la hegemonía impuesta por Alfa Romeo en la temporada anterior al vencer cuatro de estos GG.PP. no puntuables. Por otro lado, el defensor del título, Giuseppe Farina, vencía el último Gran Premio antes del inicio del Campeonato al volante de un Maserati, aunque tras el inicio de la competición pilotaría para Alfa.

## Resumen de la temporada
La temporada comenzó como acabó la anterior, con una victoria de los Alfa Romeo en el primer Gran Premio de la temporada, y así continuó durante la primera mitad del campeonato. Sin embargo, a medida que transcurría el campeonato el Ferrari ganaba competitividad con su motor atmosférico de 4.5 litros frente al estancamiento del desarrollo del Alfa.
Ya en la segunda mitad del campeonato se descubrieron las carencias del motor Alfa, especialmente su excesivo consumo de combustible, cuando en el GP de Gran Bretaña los Alfa se vieron obligados a parar dos veces en boxes para repostar, sirviendo en bandeja la victoria al Ferrari de José Froilán González, que se convertía así en el primer constructor que vencía a Alfa Romeo en suelo europeo. En ese mismo Gran Premio debuta en la competición BRM con su potente y ruidoso motor V16, que se demostró como un fiasco tras una paúperrima actuación durante la clasificación del GP de Italia. Otro de los constructores, Talbot, acusaba su falta de desarrollo, siendo claramente superado por los italianos.
La victoria de Ascari en las dos siguientes pruebas dejaba la ventaja de Fangio de solamente dos puntos antes del último Gran Premio. Ascari conseguiría la pole, pero una extraña elección de neumáticos por parte de Ferrari facilitó la victoria del Alfa de Fangio y le coronó como campeón.
A pesar de la victoria, Alfa Romeo anunció al término del campeonato su decisión de abandonar la Fórmula 1.

## Escuderías y pilotos
| Escudería                  | Chasis        | Chasis          | Motor                                    | Neu. | Pilotos                    | Rondas       |
| -------------------------- | ------------- | --------------- | ---------------------------------------- | ---- | -------------------------- | ------------ |
| Ecurie Belge               | Talbot-Lago   | T26C            | Talbot 23CV 4.5 L6                       | D    | Johnny Claes               | 1, 3-8       |
| Philippe Étancelin         | Talbot-Lago   | T26C            | Talbot 23CV 4.5 L6                       | D    | Philippe Étancelin         | 1, 3-4, 6, 8 |
| Yves Giraud-Cabantous      | Talbot-Lago   | T26C            | Talbot 23CV 4.5 L6                       | D    | Yves Giraud-Cabantous      | 1, 3-4, 6-8  |
| Yves Giraud-Cabantous      | Talbot-Lago   | T26C            | Talbot 23CV 4.5 L6                       | D    | Guy Mairesse               | 1, 4         |
| Ecurie Rosier              | Talbot-Lago   | T26C            | Talbot 23CV 4.5 L6                       | D    | Louis Rosier               | 1, 3-8       |
| Ecurie Rosier              | Talbot-Lago   | T26C            | Talbot 23CV 4.5 L6                       | D    | Henri Louveau              | 1            |
| Ecurie Rosier              | Talbot-Lago   | T26C            | Talbot 23CV 4.5 L6                       | D    | Louis Chiron               | 3-8          |
| HW Motors                  | HWM           | 51              | Alta 2.0 L4s                             | D    | George Abecassis           | 1            |
| HW Motors                  | HWM           | 51              | Alta 2.0 L4s                             | D    | Stirling Moss              | 1            |
| Scuderia Ferrari           | Ferrari       | 125 375         | Ferrari 125 1.5 V12s Ferrari 375 4.5 V12 | DP   | Peter Whitehead            | 1            |
| Scuderia Ferrari           | Ferrari       | 125 375         | Ferrari 125 1.5 V12s Ferrari 375 4.5 V12 | DP   | Luigi Villoresi            | 1, 3-8       |
| Scuderia Ferrari           | Ferrari       | 125 375         | Ferrari 125 1.5 V12s Ferrari 375 4.5 V12 | DP   | Alberto Ascari             | 1, 3-8       |
| Scuderia Ferrari           | Ferrari       | 125 375         | Ferrari 125 1.5 V12s Ferrari 375 4.5 V12 | DP   | Piero Taruffi              | 1, 3, 6-8    |
| Scuderia Ferrari           | Ferrari       | 125 375         | Ferrari 125 1.5 V12s Ferrari 375 4.5 V12 | DP   | José Froilán González      | 4-8          |
| Alfa Romeo SpA             | Alfa Romeo    | 159             | Alfa Romeo 158 1.5 L8s                   | P    | Giuseppe Farina            | 1, 3-8       |
| Alfa Romeo SpA             | Alfa Romeo    | 159             | Alfa Romeo 158 1.5 L8s                   | P    | Juan Manuel Fangio         | 1, 3-8       |
| Alfa Romeo SpA             | Alfa Romeo    | 159             | Alfa Romeo 158 1.5 L8s                   | P    | Toulo de Graffenried       | 1, 7-8       |
| Alfa Romeo SpA             | Alfa Romeo    | 159             | Alfa Romeo 158 1.5 L8s                   | P    | Consalvo Sanesi            | 1, 3-5       |
| Alfa Romeo SpA             | Alfa Romeo    | 159             | Alfa Romeo 158 1.5 L8s                   | P    | Luigi Fagioli              | 4            |
| Alfa Romeo SpA             | Alfa Romeo    | 159             | Alfa Romeo 158 1.5 L8s                   | P    | Felice Bonetto             | 5-8          |
| Alfa Romeo SpA             | Alfa Romeo    | 159             | Alfa Romeo 158 1.5 L8s                   | P    | Paul Pietsch               | 6            |
| Enrico Platé               | Maserati      | 4CLT/48         | Maserati 4CLT 1.5 L4s                    | P    | Louis Chiron               | 1            |
| Enrico Platé               | Maserati      | 4CLT/48         | Maserati 4CLT 1.5 L4s                    | P    | Harry Schell               | 1, 4         |
| Enrico Platé               | Maserati      | 4CLT/48         | Maserati 4CLT 1.5 L4s                    | P    | Toulo de Graffenried       | 4, 6         |
| Écurie Espadon             | Ferrari       | 212166          | Ferrari 375 2.5 V12                      | P    | Rudi Fischer               | 1, 6-7       |
| José Froilán González      | Talbot-Lago   | T26C            | Talbot 23CV 4.5 L6                       | D    | José Froilán González      | 1            |
| Peter Hirt                 | Veritas       | Meteor          | Veritas 2.0 L6                           | P    | Peter Hirt                 | 1            |
| Ecurie Belgique            | Talbot-Lago   | T26C            | Talbot 23CV 4.5 L6                       | D    | André Pilette              | 3            |
| Ecurie Belgique            | Talbot-Lago   | T26C            | Talbot 23CV 4.5 L6                       | D    | Jacques Swaters            | 6-7          |
| Pierre Levegh              | Talbot-Lago   | T26C            | Talbot 23CV 4.5 L6                       | D    | Pierre Levegh              | 3, 6-7       |
| Graham Whitehead           | Ferrari       | 125             | Ferrari 125 1.5 V12s                     | D    | Peter Whitehead            | 4            |
| GA Vandervell              | Ferrari       | 375 tw          | Ferrari 375 4.5 V12s                     | P    | Reg Parnell                | 4            |
| GA Vandervell              | Ferrari       | 375 tw          | Ferrari 375 4.5 V12s                     | P    | Peter Whitehead            | 5            |
| Equipe Gordini             | Simca-Gordini | 1511            | Gordini 15C 1.5 L4s                      | E    | Robert Manzon              | 4, 6-8       |
| Equipe Gordini             | Simca-Gordini | 1511            | Gordini 15C 1.5 L4s                      | E    | Maurice Trintignant        | 4, 6, 8      |
| Equipe Gordini             | Simca-Gordini | 1511            | Gordini 15C 1.5 L4s                      | E    | André Simon                | 4, 6-8       |
| Equipe Gordini             | Simca-Gordini | 1511            | Gordini 15C 1.5 L4s                      | E    | Aldo Gordini               | 4            |
| Equipe Gordini             | Simca-Gordini | 1511            | Gordini 15C 1.5 L4s                      | E    | Jean Behra                 | 7            |
| Eugène Chaboud             | Talbot-Lago   | T26C            | Talbot 23CV 4.5 L6                       | D    | Eugène Chaboud             | 4            |
| Escudería Milano           | Maserati      | 4CLT/50 4CLT/48 | Milano 1.5 L4s Maserati 4CLT 1.5 L4s     | P    | Onofre Marimón             | 4            |
| Escudería Milano           | Maserati      | 4CLT/50 4CLT/48 | Milano 1.5 L4s Maserati 4CLT 1.5 L4s     | P    | Paco Godia                 | 8            |
| Escudería Milano           | Maserati      | 4CLT/50 4CLT/48 | Milano 1.5 L4s Maserati 4CLT 1.5 L4s     | P    | Juan Jover                 | 8            |
| Joe Kelly                  | Alta          | GP              | Alta 1.5 L4s                             | D    | Joe Kelly                  | 5            |
| BRM Ltd                    | BRM           | P15             | BRM P15 1.5 V16s                         | D    | Reg Parnell                | 5, 7         |
| BRM Ltd                    | BRM           | P15             | BRM P15 1.5 V16s                         | D    | Peter Walker               | 5            |
| BRM Ltd                    | BRM           | P15             | BRM P15 1.5 V16s                         | D    | Ken Richardson             | 7            |
| BRM Ltd                    | BRM           | P15             | BRM P15 1.5 V16s                         | D    | Hans Stuck                 | 7            |
| Bob Gerard                 | ERA           | B               | ERA 1.5 L6s                              | D    | Bob Gerard                 | 5            |
| Brian Shawe-Taylor         | ERA           | B               | ERA 1.5 L6s                              | D    | Brian Shawe-Taylor         | 5            |
| Scuderia Ambrosiana        | Maserati      | 4CLT/48         | Maserati 4CLT 1.5 L4s                    | D    | David Murray               | 5-6          |
| John James                 | Maserati      | 4CLT/48         | Maserati 4CLT 1.5 L4s                    | D    | John James                 | 5            |
| Philip Fotheringham-Parker | Maserati      | 4CL             | Maserati 4CLT 1.5 L4s                    | D    | Philip Fotheringham-Parker | 5            |
| Duncan Hamilton            | Talbot-Lago   | T26C            | Talbot 23CV 4.5 L6                       | D    | Duncan Hamilton            | 5-6          |
| Antonio Branca             | Maserati      | 4CLT/48         | Maserati 4CLT 1.5 L4s                    | P    | Antonio Branca             | 6            |
| Francisco Landi            | Ferrari       | 375             | Ferrari 375 4.5 V12                      | P    | Chico Landi                | 7            |
| Peter Whitehead            | Ferrari       | 125             | Ferrari 125 1.5 V12s                     | D    | Peter Whitehead            | 7            |
| OSCA Automobili            | OSCA          | 4500G           | OSCA 4500 4.5 V12                        | P    | Franco Rol                 | 7            |
| Birabongse Bhanudej        | Maserati      | 4CLT/48         | OSCA 4500 4.5 V12                        | P    | Birabongse Bhanudej        | 8            |
| Georges Grignard           | Talbot-Lago   | T26C            | Talbot 23CV 4.5 L6                       | D    | Georges Grignard           | 8            |

## Resultados
| Ronda | Carrera                     | Fecha            | Circuito          | Piloto ganador        | Constructor ganador      | Resultados |
| ----- | --------------------------- | ---------------- | ----------------- | --------------------- | ------------------------ | ---------- |
| 1     | Gran Premio de Suiza        | 27 de mayo       | Bremgarten        | Juan Manuel Fangio    | Alfa Romeo               | Resultados |
| 2     | 500 Millas de Indianápolis  | 30 de mayo       | Indianápolis      | Lee Wallard           | Kurtis Kraft-Offenhauser | Resultados |
| 3     | Gran Premio de Bélgica      | 17 de junio      | Spa-Francorchamps | Giuseppe Farina       | Alfa Romeo               | Resultados |
| 4     | Gran Premio de Francia      | 1 de julio       | Reims             | Juan Manuel Fangio    | Alfa Romeo               | Resultados |
| 5     | Gran Premio de Gran Bretaña | 14 de julio      | Silverstone       | José Froilán González | Ferrari                  | Resultados |
| 6     | Gran Premio de Alemania     | 29 de julio      | Nürburgring       | Alberto Ascari        | Ferrari                  | Resultados |
| 7     | Gran Premio de Italia       | 16 de septiembre | Monza             | Alberto Ascari        | Ferrari                  | Resultados |
| 8     | Gran Premio de España       | 28 de octubre    | Pedralbes         | Juan Manuel Fangio    | Alfa Romeo               | Resultados |

## Clasificaciones

### Sistema de puntuación
- Puntuaban los cinco primeros de cada carrera, más un punto adicional para la vuelta rápida.
- Para el campeonato de pilotos solo se contabilizaban los cuatro mejores resultados obtenidos por cada competidor.
- En caso de que varios pilotos, por circunstancias de la carrera, compitieran con un mismo vehículo, los puntos serían divididos equitativamente entre los pilotos.

| Posición | 1.º | 2.º | 3.º | 4.º | 5.º | VR |
| Puntos   | 8   | 6   | 4   | 3   | 2   | 1  |

### Campeonato de Pilotos
| Pos. | Piloto                     | SUI | USA | BEL | FRA      | GBR   | GER | ITA      | ESP | Puntos  |
| ---- | -------------------------- | --- | --- | --- | -------- | ----- | --- | -------- | --- | ------- |
| 1    | Juan Manuel Fangio         | 1   |     | (9) | (1)‡/11‡ | 2     | 2   | Ret      | 1   | 31 (37) |
| 2    | Alberto Ascari             | 6   |     | 2   | 2‡       | Ret   | 1   | 1        | (4) | 25 (28) |
| 3    | José Froilán González      | Ret |     |     | (2)‡     | 1     | 3   | 2        | 2   | 24 (27) |
| 4    | Giuseppe Farina            | 3   |     | 1   | (5)      | (Ret) | Ret | 3‡ / Ret | 3   | 19 (22) |
| 5    | Luigi Villoresi            | Ret |     | 3   | 3        | 3     | 4   | (4)      | Ret | 15 (18) |
| 6    | Piero Taruffi              | 2   |     | Ret |          |       | 5   | 5        | Ret | 10      |
| 7    | Lee Wallard                |     | 1   |     |          |       |     |          |     | 9       |
| 8    | Felice Bonetto             |     |     |     |          | 4     | Ret | 3‡       | 5   | 7       |
| 9    | Mike Nazaruk               |     | 2   |     |          |       |     |          |     | 6       |
| 10   | Reg Parnell                |     |     |     | 4        | 5     |     | DNS      |     | 5       |
| 11   | Luigi Fagioli              |     |     |     | 1‡ / 11‡ |       |     |          |     | 4       |
| 12   | Consalvo Sanesi            | 4   |     | Ret | 10       | 6     |     |          |     | 3       |
| 13   | Louis Rosier               | 9   |     | 4   | Ret      | 10    | 8   | 7        | 7   | 3       |
| 14   | Andy Linden                |     | 4   |     |          |       |     |          |     | 3       |
| 15   | Manny Ayulo                |     | 3‡  |     |          |       |     |          |     | 2       |
| 16   | Jack McGrath               |     | 3‡  |     |          |       |     |          |     | 2       |
| 17   | Toulo de Graffenried       | 5   |     |     | Ret      |       | Ret | Ret      | 6   | 2       |
| 18   | Yves Giraud-Cabantous      | Ret |     | 5   | 7        |       | Ret | 8        | Ret | 2       |
| 19   | Bobby Ball                 |     | 5   |     |          |       |     |          |     | 2       |
| NC   | Louis Chiron               | 7   |     | Ret | 6        | Ret   | Ret | Ret      | Ret | 0       |
| NC   | Rudi Fischer               | 11  |     |     |          |       | 6   |          |     | 0       |
| NC   | André Simon                |     |     |     | Ret      |       | Ret | 6        | Ret | 0       |
| NC   | Henry Banks                |     | 6   |     |          |       |     |          |     | 0       |
| NC   | André Pilette              |     |     | 6   |          |       |     |          |     | 0       |
| NC   | Robert Manzon              |     |     |     | Ret      |       | 7   | Ret      | 9   | 0       |
| NC   | Johnny Claes               | 13  |     | 7   | Ret      | 13    | 11  | Ret      | Ret | 0       |
| NC   | Carl Forberg               |     | 7   |     |          |       |     |          |     | 0       |
| NC   | Peter Walker               |     |     |     |          | 7     |     |          |     | 0       |
| NC   | Pierre Levegh              |     |     | 8   |          |       | 9   | Ret      |     | 0       |
| NC   | Philippe Étancelin         | 10  |     | Ret | Ret      |       | Ret |          | 8   | 0       |
| NC   | Stirling Moss              | 8   |     |     |          |       |     |          |     | 0       |
| NC   | Duane Carter               |     | 8   |     |          |       |     |          |     | 0       |
| NC   | Eugène Chaboud             |     |     |     | 8        |       |     |          |     | 0       |
| NC   | Brian Shawe-Taylor         |     |     |     |          | 8     |     |          |     | 0       |
| NC   | Guy Mairesse               | 14  |     |     | 9        |       |     |          |     | 0       |
| NC   | Peter Whitehead            | Ret |     |     | Ret      | 9     |     | Ret      |     | 0       |
| NC   | Franco Rol                 |     |     |     |          |       |     | 9        |     | 0       |
| NC   | Jacques Swaters            |     |     |     |          |       | 10  | Ret      |     | 0       |
| NC   | Paco Godia                 |     |     |     |          |       |     |          | 10  | 0       |
| NC   | Bob Gerard                 |     |     |     |          | 11    |     |          |     | 0       |
| NC   | Harry Schell               | 12  |     |     | Ret      |       |     |          |     | 0       |
| NC   | Duncan Hamilton            |     |     |     |          | 12    | Ret |          |     | 0       |
| NC   | Joe Kelly                  |     |     |     |          | NC    |     |          |     | 0       |
| NC   | Maurice Trintignant        |     |     |     | Ret      |       | Ret | Ret      | Ret | 0       |
| NC   | Henri Louveau              | Ret |     |     |          |       |     |          |     | 0       |
| NC   | George Abecassis           | Ret |     |     |          |       |     |          |     | 0       |
| NC   | Peter Hirt                 | Ret |     |     |          |       |     |          |     | 0       |
| NC   | Tony Bettenhausen          |     | Ret |     |          |       |     |          |     | 0       |
| NC   | Duke Nalon                 |     | Ret |     |          |       |     |          |     | 0       |
| NC   | Gene Force                 |     | Ret |     |          |       |     |          |     | 0       |
| NC   | Sam Hanks                  |     | Ret |     |          |       |     |          |     | 0       |
| NC   | Bill Schindler             |     | Ret |     |          |       |     |          |     | 0       |
| NC   | Mauri Rose                 |     | Ret |     |          |       |     |          |     | 0       |
| NC   | Walt Faulkner              |     | Ret |     |          |       |     |          |     | 0       |
| NC   | Jimmy Davies               |     | Ret |     |          |       |     |          |     | 0       |
| NC   | Fred Agabashian            |     | Ret |     |          |       |     |          |     | 0       |
| NC   | Carl Scarborough           |     | Ret |     |          |       |     |          |     | 0       |
| NC   | Bill Mackey                |     | Ret |     |          |       |     |          |     | 0       |
| NC   | Chuck Stevenson            |     | Ret |     |          |       |     |          |     | 0       |
| NC   | Johnnie Parsons            |     | Ret |     |          |       |     |          |     | 0       |
| NC   | Cecil Green                |     | Ret |     |          |       |     |          |     | 0       |
| NC   | Troy Ruttman               |     | Ret |     |          |       |     |          |     | 0       |
| NC   | Duke Dinsmore              |     | Ret |     |          |       |     |          |     | 0       |
| NC   | Chet Miller                |     | Ret |     |          |       |     |          |     | 0       |
| NC   | Walt Brown                 |     | Ret |     |          |       |     |          |     | 0       |
| NC   | Rodger Ward                |     | Ret |     |          |       |     |          |     | 0       |
| NC   | Cliff Griffith             |     | Ret |     |          |       |     |          |     | 0       |
| NC   | Bill Vukovich              |     | Ret |     |          |       |     |          |     | 0       |
| NC   | George Connor              |     | Ret |     |          |       |     |          |     | 0       |
| NC   | Mack Hellings              |     | Ret |     |          |       |     |          |     | 0       |
| NC   | JJoe James                 |     | Ret |     |          |       |     |          |     | 0       |
| NC   | Johnny McDowell            |     | Ret |     |          |       |     |          |     | 0       |
| NC   | Aldo Gordini               |     |     |     | Ret      |       |     |          |     | 0       |
| NC   | Onofre Marimón             |     |     |     | Ret      |       |     |          |     | 0       |
| NC   | Philip Fotheringham-Parker |     |     |     |          | Ret   |     |          |     | 0       |
| NC   | David Murray               |     |     |     |          | Ret   |     |          |     | 0       |
| NC   | John James                 |     |     |     |          | Ret   |     |          |     | 0       |
| NC   | Paul Pietsch               |     |     |     |          |       | Ret |          |     | 0       |
| NC   | Toni Branca                |     |     |     |          |       | Ret |          |     | 0       |
| NC   | Chico Landi                |     |     |     |          |       |     | Ret      |     | 0       |
| NC   | Georges Grignard           |     |     |     |          |       |     |          | Ret | 0       |
| NC   | Prince Bira                |     |     |     |          |       |     |          | Ret | 0       |
| NC   | Ken Richardson             |     |     |     |          |       |     | DNS      |     | 0       |
| NC   | Juan Jover                 |     |     |     |          |       |     |          | DNS | 0       |
| Pos. | Piloto                     | SUI | USA | BEL | FRA      | GBR   | GER | ITA      | ESP | Puntos  |

| Color      | Resultado                          |
| ---------- | ---------------------------------- |
| Oro        | Ganador                            |
| Plata      | 2.º puesto                         |
| Bronce     | 3.er puesto                        |
| Verde      | Finalizó en los puntos             |
| Azul       | Finalizó sin puntos                |
| Azul       | NC - No clasificado                |
| Violeta    | Ret - No terminó                   |
| Rojo       | DNQ - No se clasificó              |
| Rojo       | DNPQ - No se preclasificó          |
| Negro      | DSQ - Descalificado                |
| Blanco     | DNS - No empezó                    |
| Blanco     | WD - Retirado                      |
| Blanco     | C - Carrera cancelada              |
| Azul claro | TD - Entrenamientos libres (2003-) |
| Sin color  | DNP - Inscrito, pero no participó  |
| Sin color  | INJ - Inscrito, pero lesionado     |
| Sin color  | EX - Excluido                      |

| Estado  | Resultado                                                                             |
| ------- | ------------------------------------------------------------------------------------- |
| Negrita | Pole position                                                                         |
| Cursiva | Vuelta rápida                                                                         |
| 1-8     | Posiciones puntuables de clasificación sprint (2021-)                                 |
| †       | No acabó el Gran Premio, pero fue clasificado ya que completó el porcentaje necesario |
| ‡       | Monoplaza compartido                                                                  |
| ~       | Se otorgó la mitad de puntos ya que no se cumplió con el 75% de la carrera            |
| ≠       | No obtuvo puntos ya que era piloto invitado                                           |
| F2      | Inscrito para carrera de Fórmula 2, no sumaba puntos                                  |

#### Leyenda adicional
- Las puntuaciones sin paréntesis corresponden al cómputo oficial del Campeonato
  - La suma de la puntuación únicamente de los 4 mejores resultados del Campeonato, sin tener en cuenta los puntos que se hubieran obtenido en el resto de carreras.
- Las puntuaciones (entre paréntesis) corresponden al cómputo total de puntos obtenidos
  - La suma de la puntuación de todos los resultados del Campeonato, incluyendo los puntos obtenidos en carreras que no son computados para la clasificación final.

## Carreras de Fórmula 1 no puntuables
Carreras con reglamentación de Fórmula 1 disputadas en 1951, que no puntuaban para el Campeonato Mundial de Pilotos
| Carrera                           | Circuito             | Fecha            | Piloto ganador             | Constructor ganador |
| --------------------------------- | -------------------- | ---------------- | -------------------------- | ------------------- |
| Gran Premio de Siracusa           | Siracusa             | 11 de marzo      | Luigi Villoresi            | Ferrari             |
| Gran Premio de Pau                | Gran Premio de Pau   | 26 de marzo      | Luigi Villoresi            | Ferrari             |
| Trofeo Richmond                   | Goodwood             | 26 de marzo      | Príncipe Bira              | Maserati            |
| Gran Premio de San Remo           | Ospedaletti          | 22 de abril      | Alberto Ascari             | Ferrari             |
| Gran Premio de Bordeaux           | Bordeaux             | 29 de abril      | Louis Rosier               | Talbot-Lago         |
| Trofeo Internacional BRDC         | Silverstone          | 5 de mayo        | Reg Parnell                | Ferrari             |
| Gran Premio de Paris              | Bois de Boulogne     | 20 de mayo       | Giuseppe Farina            | Maserati            |
| Trofeo Úlster                     | Dundrod              | 2 de junio       | Giuseppe Farina            | Alfa Romeo          |
| Gran Premio de Escocia            | Winfield, Winfield   | 21 de julio      | Philip Fotheringham-Parker | Maserati            |
| Gran Premio de los Países Bajos   | Circuit de Zandvoort | 22 de julio      | Louis Rosier               | Talbot-Lago         |
| Grand Prix de l'Albigeois         | Albi                 | 5 de agosto      | Maurice Trintignant        | Simca-Gordini       |
| Circuito de Pescara - Copa Acerbo | Pescara              | 15 de agosto     | José Froilán González      | Ferrari             |
| Gran Premio de Bari               | Bari                 | 2 de septiembre  | Juan Manuel Fangio         | Alfa Romeo          |
| Trofeo Goodwood                   | Goodwood             | 29 de septiembre | Giuseppe Farina            | Alfa Romeo          |